# Gabi Novak
Gabi Novak, född 8 juli 1936 i Berlin, Tyskland, död 11 augusti 2025 i Zagreb, var en kroatisk pop- och jazzsångerska. Hon var sedan 1970 gift med artisten Arsen Dedić och mor till jazzmusikern Matija Dedić.

## Biografi
Novak föddes i Berlin. Hennes far Đuro Novak var kroat från ön Hvar och modern Elizabeth Reiman var tyska. Gabi Novak tillbringade sin barndom i Berlin till andra världskrigets utbrott, då familjen flyttade till Hvar. Fadern dog 1945. Efter grundskolan flyttade hon med sin mor till Zagreb. Hon studerade grafisk design och arbetade sedan i både Vjesnik och Zagreb som filmkoreograf. Hon var även röstskådespelare och dubbade bl.a. Disneyfilmer för den jugoslaviska publiken. Detta gjorde att hon blev upptäckt av den slovenske kompositören och dirigenten Bojan Adamič, som bjöd in henne till att uppträda tillsammans med Ljubljanas storband. Tillsammans med dem gjorde hon låten Sretan Put, som var ledmotivet i filmen H-8.
Novak gjorde sitt första soloframträdande på Zagrebfest 1958 med låten Ljubav ili šala. Hon släppte sin första singel, Vreme za Twist, 1959 och året därpå släppte hon sitt första studioalbum, Pjeva Gaby Novak. 1964 blev hon erbjuden att flytta till USA och göra musik för västerländsk publik, men hon tackade nej. Hon gifte sig samma år med kompositören Stipica Kalogjera, men de skiljde sig efter ett par år. Hon gifte om sig 1970 med kompositören Arsen Dedić, som skrivit många av hennes låtar. De har även uppträtt tillsammans och spelat in skivor ihop.
Novak deltog i Jugoslaviens första uttagning till Eurovision Song Contest 1961. Hon framförde bidraget Drage misli och kom på 2:a plats efter Ljiljana Petrović. Novak återkom till uttagningen 1965 och kom igen på 2:a plats med bidraget Prvi snijeg. Hon deltog även 1966 med Prvo pismo. Hon deltog i Kroatiens uttagning till tävlingen 1994 med bidraget Tebe nema och kom på 9:e plats.
Novak har även varit en ständigt återkommande artist till stora musikfestivaler i det forna Jugoslavien, som t.ex. Zagrebfest och Opatijafestivalen. Hon har även tilldelats musikpriset Porin sex gånger.

## Diskografi
- Pjeva Gaby Novak (1960)
- Gabi (1970)
- Gabi (1973)
- Samo Žena (1974)
- Gabi 77 (1977)
- Najveći uspjesi (1978)
- Gabi & Arsen (1980)
- Gabi Novak (1982)
- Nada (1985)
- Hrabri ljudi (1988)
- Adrese moje mladosti (1997)
- Pjesma je moj život (2002)
- Pjeva Gabi Novak (2003)
- Zlatna kolekcija (2006)